# Rudolf Kehrer
Rudolf Kehrer, (Tbilisi, RSS de Geòrgia, 10 de juliol, 1923 - Berlín, 29 d'octubre, 2013), va ser un pianista clàssic rus-alemany i professor de piano.

## Biografia
Rudolf Kehrer va néixer l'any 1923 en el si d'una família de pianistes que van emigrar de Suàbia (Alemanya). El seu talent va ser reconegut ben aviat i va fer una audició a Moscou amb Heinrich Neuhaus, el professor, entre d'altres. d'Emil Gilels i Sviatoslav Richter, ja s'havia acordat quan la Wehrmacht alemanya va atacar la Unió Soviètica el 1941. Rudolf Kehrer, el seu germà i la seva mare van ser exiliats a un petit poble del sud de Kazakhstan com a alemanys; Kehrer no va poder tocar el piano durant tretze anys. El 1938 dos oncles ja havien estat detinguts i portats als camps de presoners de Stalin; un no va tornar, l'altre va morir d'esgotament poc després de l'alliberament. El pare va ser detingut el 1939 i condemnat a deu anys en un campament, on va morir el 1943.
No va ser fins al 1954, després de la mort de Josef Stalin, que Rudolf Kehrer va poder continuar els seus estudis de piano a Taixkent (Uzbekistan); Es va graduar amb honors el 1957 i va ser nomenat per a una càtedra al Conservatori de Tashkent. Amb un permís especial (a causa de la seva edat) se li va permetre participar en el Concurs d'Intèrprets de Música de la Unió de Moscou el 1961, que va guanyar amb el major nombre de punts possible.
El mateix any va ser nomenat càtedra del Conservatori Txaikovski de Moscou, càrrec que va ocupar fins al seu nomenament com a professor visitant a la Universitat de Música de Viena el 1990, i pianista solista de la Filharmònica de Moscou.
El 1961, Kehrer va començar una intensa activitat concertística amb un total de més de 2.000 concerts a més de 330 ciutats. En contrast amb per ex. B. Sviatoslav Richter, llevat d'algunes excepcions, va haver de limitar la seva activitat als estats d'Europa de l'Est inclosa la RDA fins a la Perestroika i només era conegut a Occident pels coneixedors que van poder comprar els seus nombrosos discos per a l'empresa estatal soviètica "Melodija", alguns dels quals es van produir a la RDA amb el segell "Eterna" i a Europa occidental amb el segell "Eurodisc". Va donar els seus últims concerts el 2006/07.
El 1963 va assumir el paper del pianista Issay Dobrowen, que interpreta obres de Beethoven i Chopin per a Vladimir Lenin, a la pel·lícula soviètica "Appassionata".
Com que hi havia una bretxa de 13 anys en la formació de piano de Kehrer, el seu repertori -p. B. en comparació amb la de Richter i Gilels, més aviat petita, però està ben documentada en produccions d'estudi i enregistraments en directe. A més de les gravacions de concerts a la RDA, que es troben a la DRA Potsdam-Babelsberg, la cinta d'un concert de Moscou està arxivada a l'arxiu SWR; Es poden trobar més gravacions i produccions d'estudi, entre d'altres, a WDR Colònia, ràdio bavaresa i ràdio austríaca.
Un concert a Moscou l'any 1998 és actualment l'únic CD disponible comercialment (Telos).
Una col·lecció detallada dels seus enregistraments es conserva a l'Arxiu Rudolf Kehrer a Overath.
Kehrer va viure a Berlín a prop de la família del seu fill gran durant els últims tres anys de la seva vida. Va morir allà el 29 d'octubre de 2013 a l'edat de 90 anys. Abans va viure a Zuric i Leverkusen. El seu darrer lloc de descans és al columbari de l'anomenat "cementiri d'artistes" Friedhof Schöneberg III a Berlín-Friedenau, a les proximitats immediates de les tombes de Marlene Dietrich i Helmut Newton.